# Nebelberg (Haardt)
Der Nebelberg, auch Nöpelberg, seltener Lindenberg, in Rheinland-Pfalz ist der 327 m hohe Ostläufer des Weinbiets am Ostrand des Pfälzerwalds zur Oberrheinischen Tiefebene hin.

## Geographie

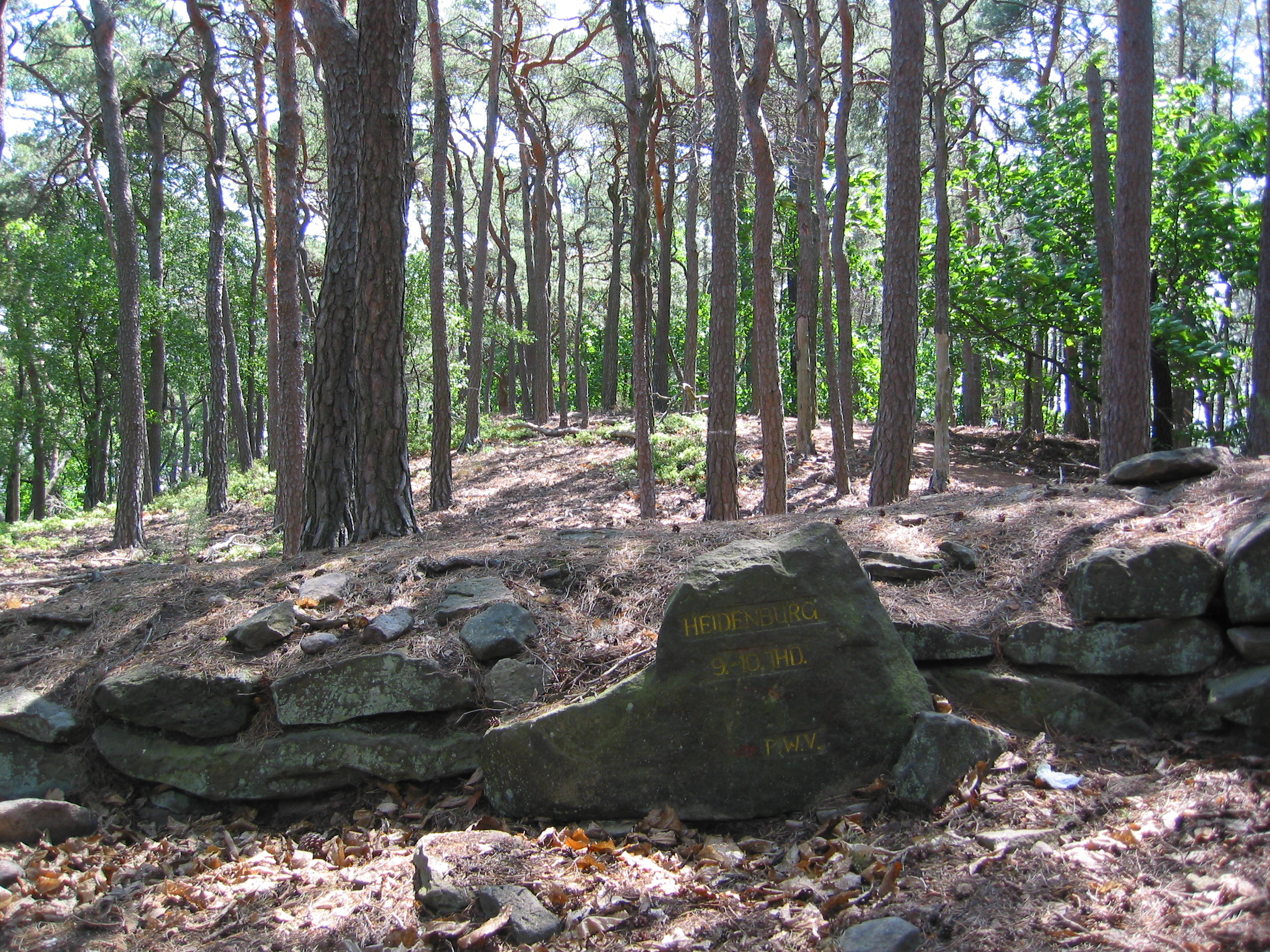
Ritterstein 257 bei der Heidenburg

Das Weinbietmassiv oberhalb von Neustadt an der Weinstraße liegt auf der westlichen Schulter des Grabenbruches, der vor etwa 65 Millionen Jahren zur Einsenkung der Rheinebene geführt hat. Der Ostläufer zieht sich über fast 2 km zum Neustadter Ortsteil Gimmeldingen hin. Nördlich grenzt das Gimmeldinger Tal an, in dem der Mußbach fließt, südlich die Eichkehle.
Der Nebelberg ist ausschließlich durch Wanderwege erschlossen; unter ihnen befindet sich ein solcher, der mit einem weiß-roten Balken markiert ist und vom Krumbachtal im Norden bis in die Neustadter Kernstadt verläuft.
Auf dem östlichen Sporn des Nebelbergs steht die Heidenburg, ein fränkischer Ringwall aus dem 9. Jahrhundert. Der Name entstand, weil das Bauwerk in früherer Zeit fälschlich auf die für „heidnisch“ angesehenen Kelten zurückgeführt wurde.

## Geologie
Wie über dem gesamten Weinbietmassiv erstrecken sich auch über dem Nebelberg die Karlstalschichten des Mittleren Buntsandsteins. An der Ostkante des Nebelbergs, unterhalb der Heidenburg und in einer Höhe zwischen 294 und 312 m, ist eine große helle Stelle von 180 m Breite und 18 m Höhe weithin sichtbar. Es ist der um 1960 aufgelassene Steinbruch von Gimmeldingen, der wegen des dort freigelegten gelblich ausgebleichten Sandsteins der Rehberg-Schichten des Unteren Buntsandsteins auffällt. Er wurde 2007/2008 durch die Stadt Neustadt sowie Naturschutz- und Kletterorganisationen zum Klettersteinbruch mit etwa 60 Routen ausgebaut.
An der Südkante des Nebelbergs, über dem Taleinschnitt der Eichkehle, wird der etwa 250 m breite und 40 m hohe Haardter Steinbruch, der das gleiche Material liefert und dessen Krone in 279 m Höhe liegt, als einziger am Ostrand des Pfälzerwalds immer noch betrieben.

## Name

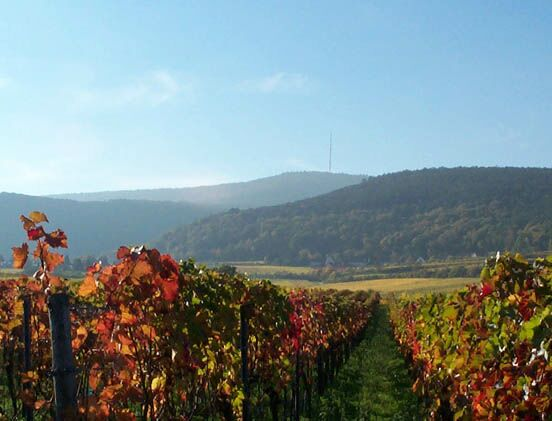
Nebelberg (rechts vor dem Weinbiet)

Der Name Nebelberg nimmt Bezug auf die Nebelschwaden, die nach längerem Regen über der Kuppe aufsteigen und den dahinterliegenden Gipfel des Weinbiets verhüllen.
Als die Pfalz nach dem Ende der napoleonischen Epoche 1816 dem Königreich Bayern unterstellt und dann durch dessen Beamte kartographisch erfasst wurde, übertrugen diese das in der örtlichen Mundart gesprochene Wort Näwwelberg so ins Schriftdeutsch, wie sie es zu hören glaubten – als Nöpelberg. Die Bezeichnung ist in älterer Literatur noch verbreitet.